# Diocesi di Toul

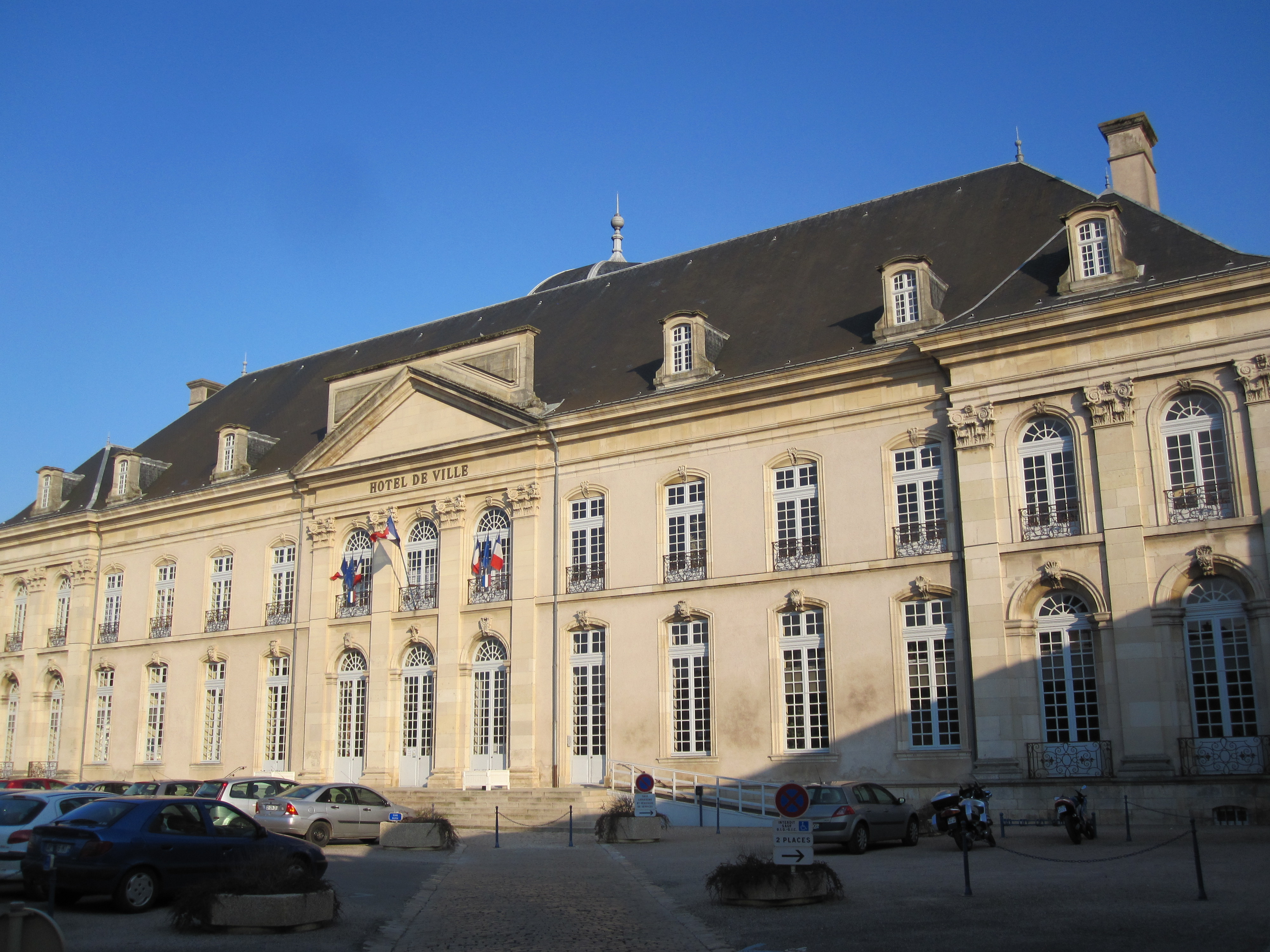
L'antico palazzo episcopale, costruito a partire dal 1739 durante l'episcopato di Scipion-Jérôme Bégon, è oggi Hôtel de Ville.

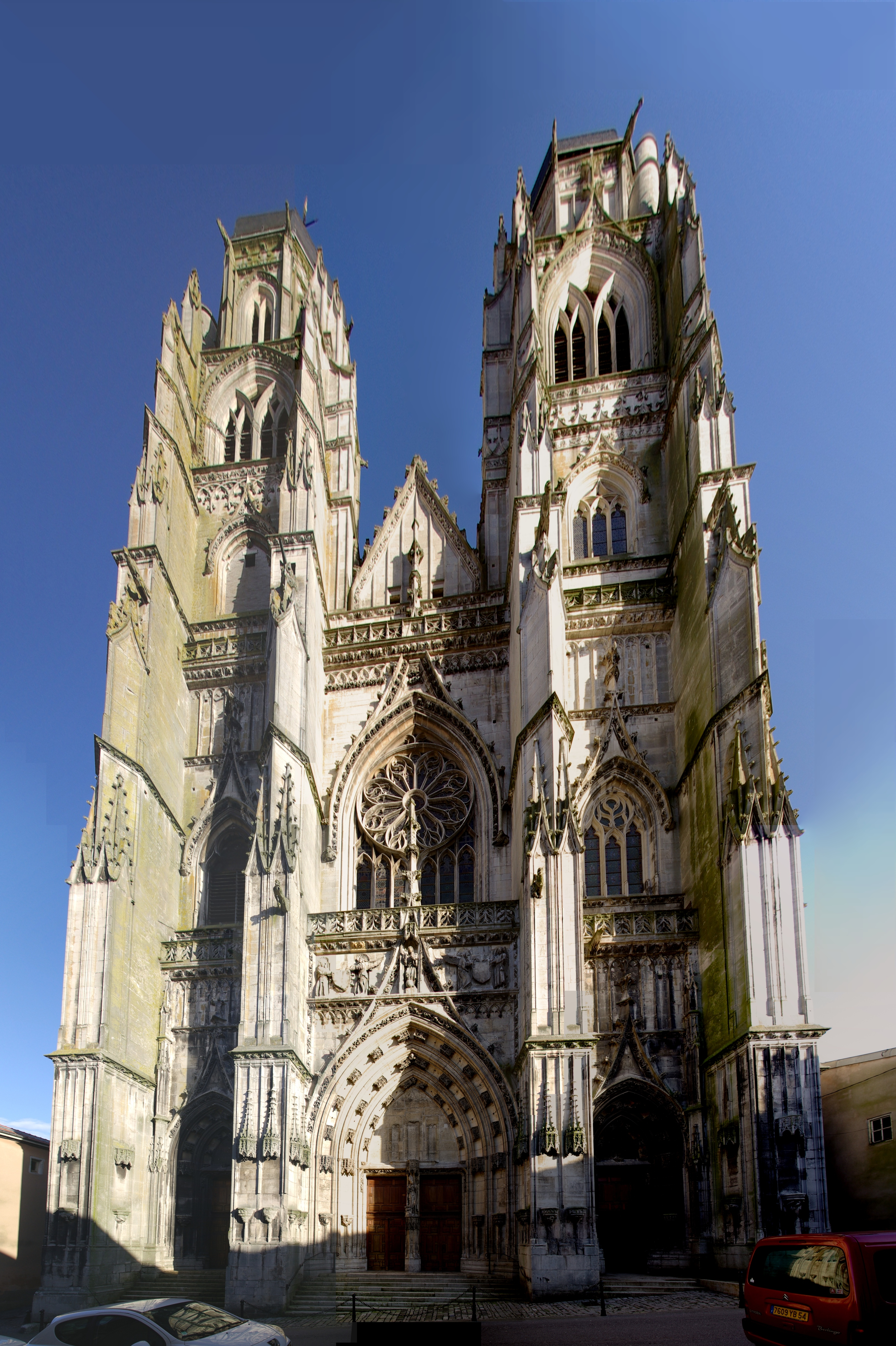
La basilica di San Nicola a Saint-Nicolas-de-Port, costruita in forme gotiche nel XV secolo, conserva le reliquie di san Nicola di Mira.

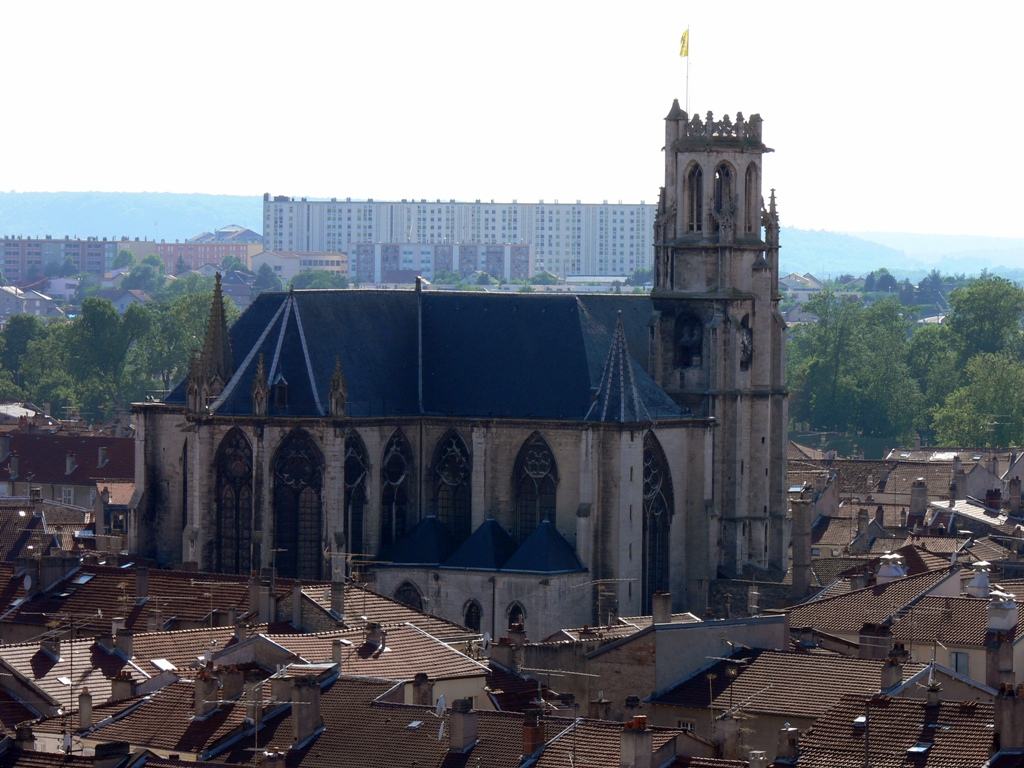
La collegiata Saint-Gengoult di Toul, edificata in gotico a partire dal XIII secolo.

La diocesi di Toul (in latino Dioecesis Tullensis) è una sede soppressa della Chiesa cattolica.

## Territorio
La diocesi comprendeva parte della Lorena.
Sede vescovile era la città di Toul, nell'attuale dipartimento di Meurthe e Mosella, dove fungeva da cattedrale la chiesa di Santo Stefano.
Sul finire del XVIII secolo la diocesi comprendeva 761 parrocchie, suddivise in sei arcidiaconati, a loro volta suddivisi in 25 decanati. Gli arcidiaconati facevano capo alle città di Toul, Port, Vôge, Vittel, Reynel e Ligny.

## Storia
Secondo la tradizione, la diocesi di Toul fu eretta nel IV secolo e protovescovo riconosciuto dalle antiche fonti è san Mansueto; di lui parla san Martino di Tours, che avrebbe visitato la sua tomba durante un suo viaggio a Treviri attorno al 384. Il primo vescovo documentato da fonti storiche è Auspicio, menzionato nel 472 circa in una lettera di Sidonio Apollinare.
Tullum era la capitale e il centro amministrativo del popolo celtico dei Leuci nella provincia romana della Gallia Belgica prima, come testimoniato dalla Notitia Galliarum dell'inizio del V secolo. Dal punto di vista religioso, come di quello civile, Toul dipendeva dalla provincia ecclesiastica dell'arcidiocesi di Treviri, sede metropolitana provinciale.
Il vescovo di Toul era il decano della provincia ecclesiastica di Treviri. Segno di questa dignità era il superhumeralis o razionale, consistente in un ornamento di stoffa, ricoperto di pietre preziose, che i vescovi indossavano nelle principali cerimonie liturgiche. Questa usanza fu introdotta nel 1165.
Tra i vescovi di Toul, si ricorda in particolare Bruno d'Eguisheim-Dagsbourg, eletto nel 1026, che il 12 febbraio 1049 salì al soglio pontificio con il nome di Leone IX e fu uno dei papi della cosiddetta riforma gregoriana.
Durante il Medioevo e fino alla conquista francese del 1552, Toul fu una contea ecclesiastica indipendente, i cui vescovi a partire da Conrad Probus nel 1279 erano eletti dalla Santa Sede.
Sul finire del XV secolo, la diocesi visse uno scisma per l'elezione da parte del capitolo della cattedrale di Olry de Blâmont, sostenuto dall'imperatore, e da parte di papa Alessandro VI di Juan Maradès, che non poté prendere possesso della diocesi. I due vescovi in competizione trovarono un accordo unico nel suo genere, approvato dallo stesso papa: entrambi furono riconosciuti co-vescovi e secondo l'accordo la titolarità della sede sarebbe rimasta a chi dei due fosse sopravvissuto.
Il 21 luglio e il 19 novembre 1777 il vasto territorio della diocesi di Toul, rimasto sostanzialmente invariato fin dall'alto medioevo, fu smembrato con la creazione delle nuove diocesi di Saint-Dié e di Nancy.
La diocesi di Toul fu soppressa in seguito al concordato con la bolla Qui Christi Domini di papa Pio VII del 29 novembre 1801 ed il suo territorio incorporato in quello della diocesi di Nancy. L'ultimo vescovo, Etienne de Champorcin, si ritirò nella sua famiglia, dove morì nel luglio 1809.
Il 20 febbraio 1824 ai vescovi di Nancy fu concesso di aggiungere al proprio titolo quello di Toul. E con un breve del 16 marzo 1865 papa Pio IX concesse ai vescovi di Nancy di continuare ad usare il razionale.

## Cronotassi dei vescovi

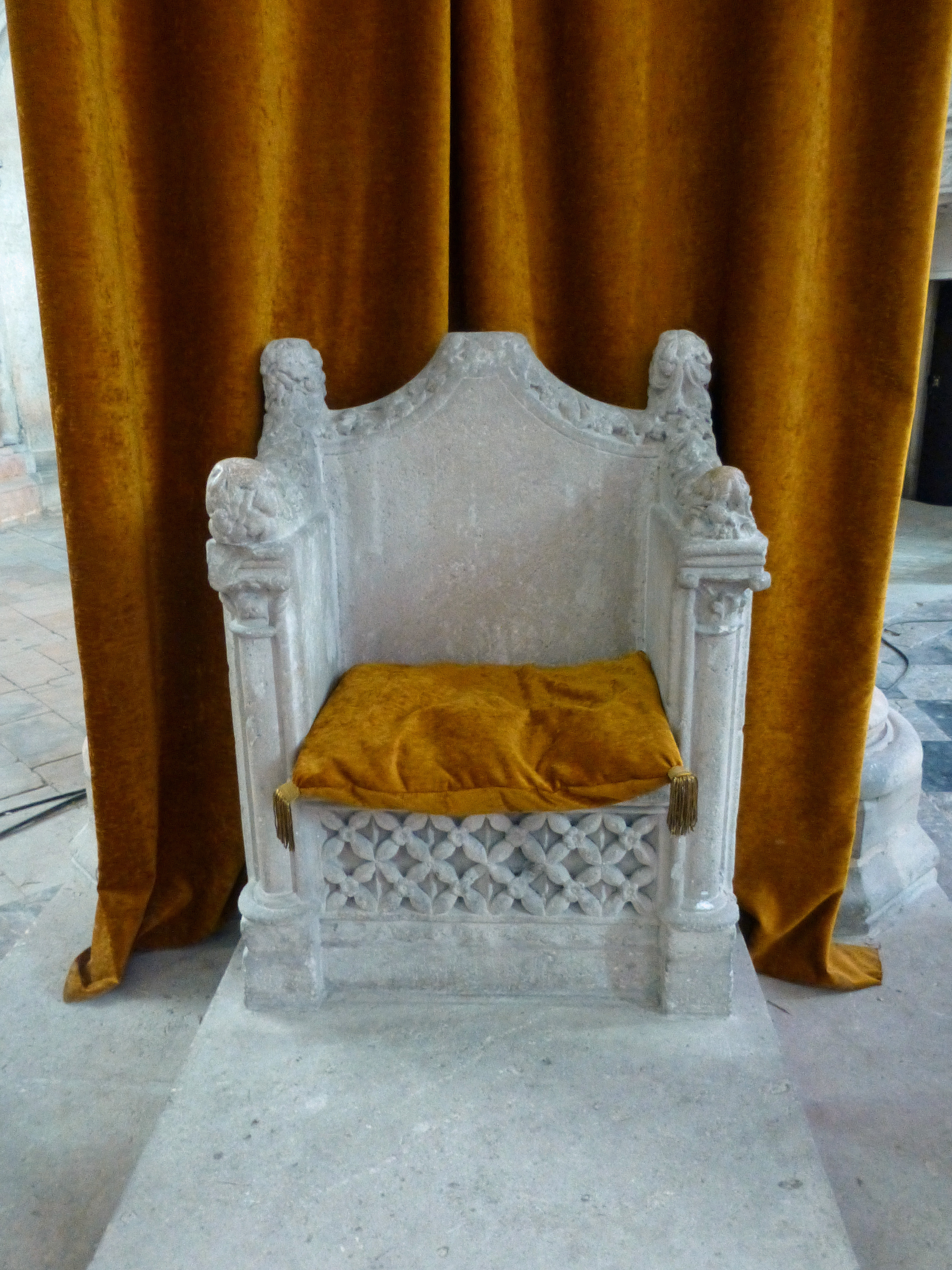
La cattedra vescovile

L'antico catalogo episcopale di Toul è contenuto nelle Gesta episcoporum Tullensium, redatte all'inizio del XII secolo, e in altri manoscritti successivi.
- San Mansueto †
- Sant'Amon †
- Sant'Alchas †
- San Celsino †[3]
- Sant'Auspicio † (menzionato nel 472 circa)
- Sant'Orso †
- Sant'Apro †[4]
- Alodio o Albino o Albaudo † (menzionato nel 549)[5]
- Trisorico †
- Dolcizio †
- Premone †
- Autmundo †
- Eudulo (o Eudilano) † (menzionato nel 614)
- Teofrido † (prima metà del VII secolo)
- San Leudino o Bodone[6] †[7]
- Eborino †[7]
- Adeodato † (prima del 679 - dopo il 680)[8]
- Ermenteo †
- Magnaldo †
- Dodone †
- Garibaldo † (prima del 706 - dopo il 709)[9]
- Godone † (metà dell'VIII secolo)
- Bodone †[10]
- San Giacomo † (prima di maggio 757 - dopo agosto 762 o 765[11])
- Borno † (fine VIII secolo)[12]
- Wannico † (menzionato nell'813)[13]
- Frotario † (prima dell'814[14] - dopo l'840[15])
- Arnolfo † (prima dell'859 - 17 novembre 871 deceduto)[16]
- Arnaldo † (871 - 4 o 5 dicembre 893 deceduto)
- Lodelmo, O.S.B. † (895[17] - 11 settembre 906 deceduto)
- Drogo † (906 - 28 gennaio 922 deceduto)
- San Gauslino † (17 marzo 922 - 7 settembre 962 deceduto)
- San Gerardo † (29 marzo 963 - 23 aprile 994 deceduto)
- Stefano di Lunéville † (24 giugno 994 - 12 marzo 996 deceduto)
- Roberto, O.S.B. † (996 - 996 deceduto)
- Berthold † (24 settembre[18] 996 - 25 agosto 1019 deceduto)
- Hermann † (20 dicembre 1019 - 1º aprile 1026 deceduto)
- Bruno d'Eguisheim-Dagsbourg † (maggio 1026[19] - 12 febbraio 1049 eletto papa con il nome di Leone IX)[20]
- Udon † (10-25 gennaio 1052 - 14 luglio 1069 deceduto)
- Pibon † (prima del 7 ottobre 1069 - 24 novembre 1107 deceduto)
- Richwin de Commercy † (1108 - 13 febbraio 1126 deceduto)
- Henri de Lorraine † (30 marzo 1126 - 6 giugno 1165 deceduto)
- Pierre de Brixey † (1165[21] - 26 marzo 1192[22] deceduto)
- Eudes de Lorraine-Vaudémont † (prima dell'8 maggio 1192 - 26 novembre 1197 deceduto)
- Matthieu de Lorraine † (1198 - gennaio 1210 deposto)
- Reinald de Chantilly † (1210 - 10 aprile 1217 deceduto)
  - Gérard de Lorraine-Vaudémont † (prima del 13 novembre 1217 - 1219 deceduto) (vescovo eletto)
- Eudes de Sorcy † (prima di maggio 1219 - novembre 1228 deceduto)
- Garin † (prima del 17 aprile 1229 - 11 maggio 1230 deceduto)
- Roger de Mercey † (prima del 16 luglio 1230 - 1º gennaio 1253 deceduto)
- Gilles de Sorcy † (20 marzo 1255 - 24 aprile 1269[23] deceduto)
  - Sede vacante (1269-1279)
- Conrad Probus, O.F.M. † (4 ottobre 1279 - 1295 dimesso)
- Jean de Sierck † (3 febbraio 1296 - fine del 1305 deceduto)[24]
- Eudes de Granson † (23 febbraio 1306 - 3 novembre 1306 nominato vescovo di Basilea)
- Guy de Pernes, O.Clun. † (13 novembre 1306 - dopo il 12 agosto 1307 deceduto)
  - Giacomo Ottone Colonna † (prima di dicembre 1307 - 1309 dimesso) (vescovo eletto)
- Jean d'Arzillières † (31 maggio 1310 - 1320 deceduto)
- Amédée de Genève † (18 luglio 1321 - aprile 1330 deceduto)
- Thomas de Bourlémont † (18 giugno 1330 - aprile 1353 deceduto)
- Bertrand de la Tour d'Auvergne † (14 agosto 1353 - 5 novembre 1361 nominato vescovo di Le Puy)
- Pierre-Raymond de la Barrière, C.R.S.A. † (19 novembre 1361 - 5 luglio 1563 nominato vescovo di Mirepoix)
- Jean de Heu † (21 luglio 1363 - 18 agosto 1372 deceduto)
- Jean de Neufchâtel † (27 agosto 1372 - 23 dicembre 1383 creato pseudocardinale)
- Savino di Fiorano † (19 gennaio 1384 - 18 maggio 1385 nominato vescovo di Saint-Jean de Maurienne)
  - Jean de Neufchâtel † (18 maggio 1385 - 4 ottobre 1398 deceduto) (amministratore apostolico)
  - Frédéric de Mulhouse, O.E.S.A. † (31 gennaio 1391 - 3 marzo 1399 nominato vescovo titolare di San Giovanni d'Acri) (obbedienza romana)
- Philippe de Ville-sur-Illon † (26 agosto 1401[25] - 1408 deceduto)
- Henri de Ville-sur-Illon † (10 dicembre 1408 - 12 marzo 1436 deceduto)
- Louis de Haraucourt † (17 maggio 1437 - 28 gennaio 1449 nominato vescovo di Verdun)
- Guillaume Fillâtre † (28 gennaio 1449 - 4 settembre 1460 nominato vescovo di Tournai)
- Jean Chevrot † (5 settembre 1460 - 22 settembre 1460 deceduto)
- Antoine de Neufchâtel † (17 ottobre 1460 - 28 febbraio 1495 deceduto)
- Juan Maradès † (23 marzo 1495 - 21 ottobre 1499 nominato vescovo di Segorbe)[26]
- Olry de Blâmont † (marzo 1495 - 4 o 6 maggio 1506 deceduto)[27]
- Hugues des Hazards † (11 maggio 1506 - 14 ottobre 1517 deceduto)
  - Jean de Lorraine † (19 ottobre 1517[28] - 1524 dimesso) (amministratore apostolico)
- Hector d'Ailly-Rochefort † (12 febbraio 1524 - 1º marzo 1532 deceduto)
- Antoine Pellagrin † (15 gennaio 1537 - agosto 1542 deceduto)
- Toussaint de Hossey † (16 febbraio 1543 - 30 luglio 1565 deceduto)
- Pierre de Châtelet † (30 luglio 1565 succeduto - 25 gennaio 1580 deceduto)
- Charles de Lorraine † (9 marzo 1580 - 28 ottobre 1587 deceduto)
- Christophe de la Vallée † (22 agosto 1588 - 28 aprile 1607 deceduto)
- Jean des Porcelets de Maillane † (26 novembre 1607 - 14 settembre 1624 deceduto)
- Nicolas François de Lorraine † (14 settembre 1624 succeduto - 8 marzo 1634 deposto)
  - Sede vacante (1634 - 1636)
- Charles-Chrétien de Gournay † (22 settembre 1636 - 14 settembre 1637 deceduto)
- Paolo Fieschi † (25 febbraio 1641 - 1645 deceduto)
- Jacques Lebret (le Bret) † (24 aprile 1645 - 15 giugno 1645 deceduto)
  - Sede vacante (1645 - 1655)
- André du Saussay † (11 ottobre 1655 - 9 settembre 1675 deceduto)
- Jacques de Fieux † (2 dicembre 1676 - 15 marzo 1687 deceduto)
  - Sede vacante (1687 - 1692)
- Henri-Pons de Thiard de Bissy † (10 marzo 1692 - 9 febbraio 1705 nominato vescovo di Meaux)
- François Blouet de Camilly † (7 settembre 1705 - 20 gennaio 1723 nominato arcivescovo di Tours)
- Scipion-Jérôme Bégon † (15 marzo 1723 - 28 dicembre 1753 deceduto)
- Claude Drouas de Boussey † (22 aprile 1754 - 21 ottobre 1773 deceduto)
- Etienne-François-Xavier des Michels de Champorcin † (18 aprile 1774 - 19 luglio 1807 deceduto)[29]
  - Sede soppressa